# Проспект Айвазовського
Проспект Айвазовського (до Жовтневого перевороту — Катерининський, до 2003 року проспект Леніна) — проспект в місті Феодосія. 

## Географія
Проспект починається невеликою площею біля кінотеатру «Крим». До дачі Стамболі в основному йдуть його непарні номери будинків і далі через міст йдуть одні парні. Закінчується навчально-тренувальною базою «Динамо». На проспекті також розташовані санаторії, готелі, бази відпочинку, залізничний вокзал, безліч торговельних наметів. Вздовж проспекту проходить залізниця, яка від Картинної галереї Айвазовського до дачі Стамболі відділяє його від Центральної феодосійської набережної.
До проспекту примикають вулиці Назукіна, Нова, Українська, Галерейна, Революційна, Генерала Горбачова, Ульянова.

## Історія
Спочатку тут в основному були дачні ділянки та виноградники, а активне будівництво проспекту почалося тільки в другій половині XIX століття. В цей час з'явилася відома площа Олександрівська (площа біля кінотеатру Крим). У 1888 році на площі встановили пам'ятник Олександру III. Поряд з пам'ятником знаходився ресторан «Приморський», до нього примикав Лазаревський сквер, від нього йшов бульвар Айвазовського.
У 1914 році дерев'яний залізничний вокзал замінили на кам'яний, який пізніше під час війни зруйнували, а після її закінчення знову відновили. Майже одночасно з вокзалом з'явився готель «Асторія», а до неї примикала будівля Петроградського банку. Там, де зараз знаходиться кінотеатр «Крим», розташовувалася жіноча гімназія, яка пізніше стала школою № 1. На Катерининському проспекті знаходилася багато готелів, будували ресторани і кав'ярні. З 27 березня по 4 квітня 1920 року в «Асторії», перед еміграцією, проживав генерал-лейтенант Антон Іванович Денікін, про що свідчить меморіальна дошка.

Меморіальна дошка на готелі «Асторія»

На місці нинішньої музичної школи був цирк «Шапіто». Поряд з баштою Костянтина розташовувалася будівля міської управи, яка на початку 1905 року згоріла, а міську управу після цього перевели на перший поверх жіночої гімназії. Навпроти будинку Айвазовського знаходилися міські купальні на сто місць, з буфетом і великим читальним залом.
Після Жовтневої революції Катерининський проспект перейменували в проспект імені Леніна, а Олександрівська площа стала називатися Червоною. У готелі «Асторія» розташовувалася редакція радянської газети Феодосії та рада робочих, військових і селянських депутатів. У будівлі Будинку культури знаходився сільськогосподарський технікум, а в першому корпусі санаторію «Восход» — гідрометеорологічний технікум. На дачі Стамболі організували притулок для біженців Всеросійського союзу міст і Суспільство захисту жінок.
На проспекті відкрився великий спортклуб і санаторій імені Леніна, дитячий кістковий-туберкульозний санаторій і багато будинків відпочинку.
У 1930 році на Привокзальній площі встановили пам'ятник Леніну, який був знищений під час Другої світової війни. У 1944 році пам'ятник відновили, а в 1978 році бетонну скульптуру Леніна замінили бронзовою.
У 2003 році депутати міської ради Феодосії схвалили нову назву проспекту — імені Айвазовського.

## Будівлі
- кінотеатр Крим (№1);
- залізничний вокзал;
- Феодосійський краєзнавчий музей;
- навчально-спортивна база «Динамо» (№12);
- пансіонат Феодосія (№49);
- база відпочинку Ай-Петрі (№4);
- готелі: Моряк (№8); Асторія, Бізнес-Центр (№9), Алиє Паруса (№47-б);
- санаторії: Восход (№27), Волна (№37).

|                    |  |                  |  |                      |
| Залізничний вокзал |  | Кінотеатр «Крим» |  | Готель «Алиє паруса» |

### Пам'ятники архітектури
|               |  |            |  |               |
| дача Стамболі |  | дача Мілос |  | дача Вікторія |